# Ciurcu Könyvkiadó

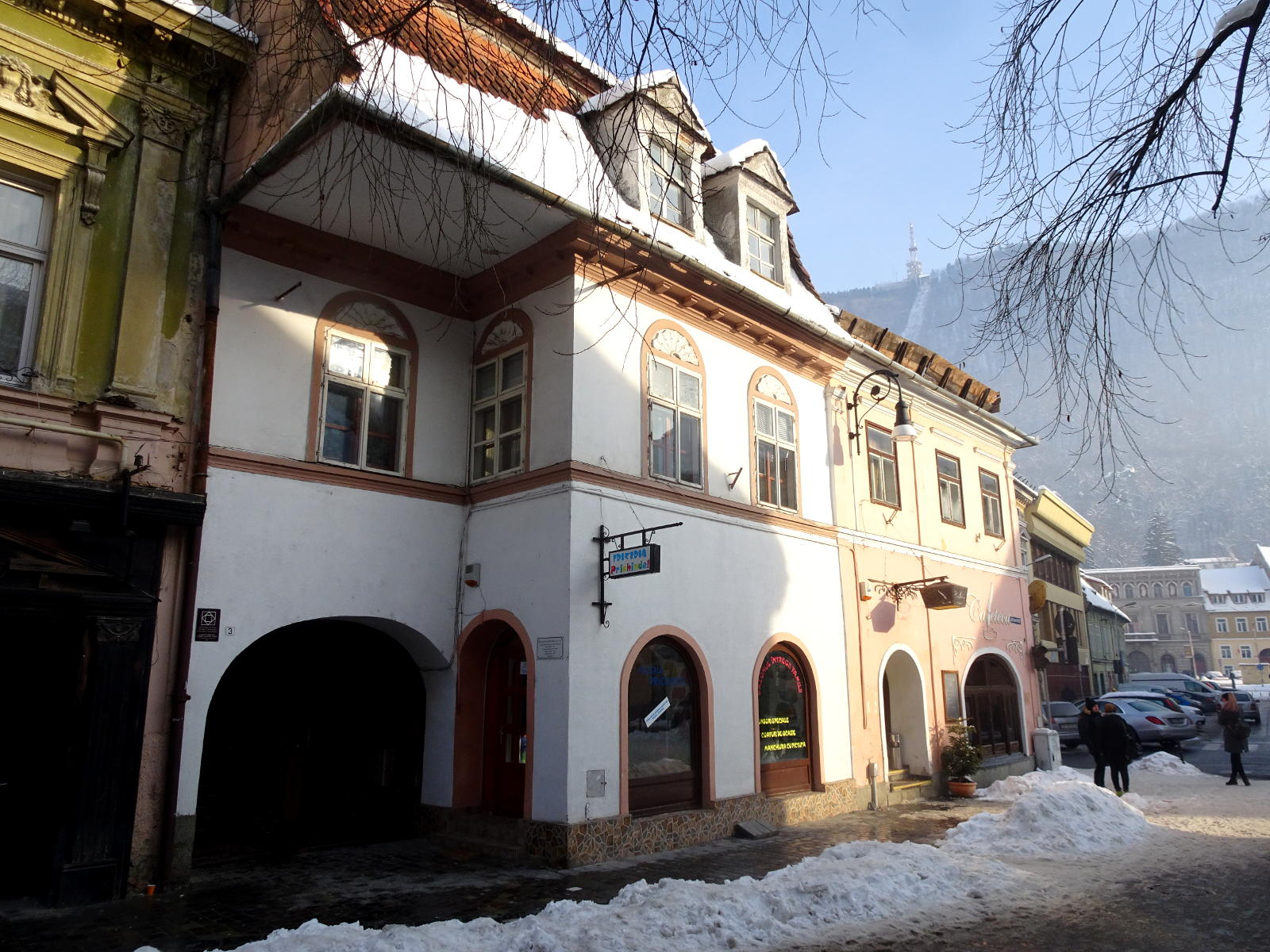
Az épület, ahol a kiadó a 20. század elején működött

A brassói Ciurcu Könyvkiadó (románul: Casa de editură Ciurcu) a dualizmus kori Erdély legfontosabbjának tartott román nyelvű kiadóvállalata volt. 1890-ben alapította Nicolae és Ioan Ciurcu (Nicolae nevéhez fűződik a város első román könyvesboltjának megnyitása is), és 1948-ban szűnt meg. Munkásságukkal hozzájárultak a román kultúra terjesztéséhez Erdélyben és Romániában.

## Története
A brassói könyvkiadás több évszázados múltra tekint vissza: Johannes Honterus szász reformátor már 1533-ban nyomdát alapított, melynek utódja egészen a 20. századig működött. 1851-ben megalakult Römer és Kamner, 1881-ben Teohar Alexi nyomdája, 1888-ban pedig az Aurel Mureșianu-féle nyomda a Casa Mureșenilorban.
Nicolae Ciurcu (1854–1898) Ioan Ciurcu bolgárszegi kereskedő fia, Zaharia Carcalechi macedón nyomdász unokája Brassóban végezte tanulmányait, majd a Frank & Dresnandt könyvesboltban inaskodott. Ezután tíz évig a bukaresti Socec kiadónál és a Grave & Comp. könyvesboltban dolgozott, majd visszatért Brassóba, és 1880-ban megnyitotta a város első román könyvesboltját. Kezdetben a bolt az Árucsarnokban működött, majd 1883-ban a Hirscher utcába költözött. 1890-ben Nicolae öccsével, Ioannal (1857–1925) együtt megalapította a Ciurcu kiadóházat. 1896-ban egy korszerű bécsi nyomdagépet vásároltak, és a nyomda mellett könyvkötészetet is üzemeltettek.
1898-ban Nicolae Ciurcu egy zágrábi szanatóriumban elhalálozott, így Ioan Ciurcu egyedül vitte tovább a vállalkozást. 1905-ben megvádolták tiltott könyvek terjesztésével, 1917-ben pedig rövid időre börtönbe zárták Kolozsváron „román propaganda terjesztése” miatt. Az első világháború a kereslet visszaesését eredményezte, így 1919-ben Ioan Ciurcu kénytelen volt eladni a nyomdát, megtartva azonban a kiadót és a könyvesboltot. 1925 után Nicolae fia, Gheorghe Ciurcu vette át az üzletet. Később a könyvesbolt és a kiadó a Porond utca (str. Prundului) 9. szám alá költözött, majd 1948-ban államosították.
A Hirscher utcai épület ma helyi jelentőségű műemlék, BV-II-m-B-11407 sorszám alatt.

## Jelentősége
A bolt és a kiadó a román kultúra terjesztésének fontos szereplője volt: az olcsó áraknak köszönhetően (egyes könyvek csupán 2 krajcárba kerültek) széles rétegek fértek hozzá a kiadványokhoz. Becslések szerint 1880 és 1910 között hétmillió könyv terjesztéséhez járultak hozzá, és az Erdély és Románia közötti román kulturális kapcsolatok egyik fő városává tették Brassót.
Híres román írók és költők művei mellett brassói írók könyveit, imakönyveket, tankönyveket, történelmi tárgyú irományokat, színdarabokat, ponyvákat, képeslapokat is terjesztettek. Sextil Pușcariu visszaemlékezése szerint sok román család egész könyvszekrényeket rendezett be a Ciurcu könyvesboltból hozatott román könyvekkel. A könyvek mellett füzetet, tollat, ceruzát, és egyéb tanszereket is árultak.